# Постулати Бора

Атомна модель Бора

Постулати Бора — сформульовані данським фізиком Нільсом Бором основні положення будови атома, що враховують квантований характер енергії, випромінюваної електронами.

## Історичні відомості
На початку 20-го століття експерименти Ернеста Резерфорда показали, що атоми складаються з розпорошеної хмари електронів, яка оточує мале позитивно заряджене ядро. Отримавши ці експериментальні дані було абсолютно природно Резерфордові розглядати планетарну модель атома (моделі Резерфорда 1911 року) з електронами, що рухаються по орбіті навколо ядра, подібного до Сонця.
Планетарна модель атома Резерфорда, багато пояснила в будові атома, але одразу після її створення виникли труднощі: ядро заряджено позитивно, а електрони — негативно. Між ними існує кулонівська сила притягання. Для того, щоб електрони не впали на ядро, вони мусять рухатись навколо нього з доцентровим прискоренням. З теорії Максвелла випливає, що якщо заряд рухається з прискоренням, то при цьому має випромінюватись електромагнітна хвиля, а розрахунки показують, що за час {\displaystyle \Delta t\approx 10^{-8}} c електрон, рухаючись по спіралі, мусить припинити свій рух.
Дослідні ж дані показували, що за нормальних умов атом не випромінює енергію і існує як завгодно довго.
Щоб подолати цю суперечність, Нільс Бор запропонував у 1913 році свою модель, яка нині має назву «Атомна модель Бора». Він стверджував, що можливими є лише певно не дуже велика кількість станів, у яких можуть перебувати електрони. Відповідно, енергія, що вивільнюється чи поглинається, є лише результатом переходу електрона з одного стану в інший.

## Формулювання
1. Атомна система може перебувати тільки в особливих стаціонарних, або квантових станах, кожному з яких відповідає певна енергія {\displaystyle E_{n}}. У стаціонарному стані атом енергію не випромінює.
2. У стаціонарному стані атома електрон повинен мати дискретні (квантовані) значення моменту імпульсу. Радіуси {\displaystyle r_{n}} орбіт електронів задовольняють умову:
{\displaystyle L_{n}=mv_{n}r_{n}=n\hbar },
де {\displaystyle n=1,2,3,\dots ,m} — маса електрона, {\displaystyle \hbar } — зведена стала Планка.
3. Перехід атома з одного стаціонарного стану в інший супроводжується випромінюванням чи поглинанням фотонів, енергію яких {\displaystyle h\nu } визначають за формулою:
{\displaystyle h\nu _{kn}=E_{k}-E_{n}\,},
де {\displaystyle k} і {\displaystyle n} — цілі числа (номери стаціонарних станів), якщо {\displaystyle E_{k}>E_{n}} фотон з частотою {\displaystyle \nu _{kn}} випромінюється, якщо {\displaystyle E_{k}<E_{n}} — поглинається.
Поглинаючи світло, атом переходить із стаціонарного стану з меншою енергією в стаціонарний стан з більшою енергією. Усі стаціонарні стани, крім одного, є умовно стаціонарними. Нескінченно довго кожен атом може знаходитись лише в стаціонарному стані з мінімальним запасом енергії. Цей стан атома називається основним, всі інші — збудженими.

## Формула Рідберґа
Формула  Рідберґа, яка була встановлена емпірично раніше від побудови теорії Бора, нині являє собою у складі теорії Бора співвідношення, яке дає змогу обчислити величину випромінюваної електроном енергії в залежності від того, між якими за номерами енергетичними рівнями відбувається обмін електроном. У зв'язку з цим виділяють такі серії:
- серія Лаймана, що відповідає переходу електрона на першу орбіту з другої, третьої і т. д.

- серія Бальмера, коли електрони переходять на другу орбіту з третьої, четвертої і т. д.

- серія Пашена, коли переходять електрони на третю орбіту або на третій рівень з четвертої, п'ятої і т. д.

Поглинання світла — процес зворотний випромінюванню. Атом, поглинаючи світло переходить із нижчих енергетичних станів до вищих. При цьому він поглинає випромінювання з такою самою частотою, що й випромінює.
Обчислити величину випромінюваної енергії у загальному випадку, коли електрон переходить із рівня k у рівень n дає змогу формула
{\displaystyle E=R_{E}\left({\frac {1}{k^{2}}}-{\frac {1}{n^{2}}}\right)},
де {\displaystyle R_{E}={\frac {(ke)^{2}m_{e}}{2\hbar }}}. Якщо врахувати, що
{\displaystyle E={\frac {h\nu }{\lambda }}},
для енергії фотона, то матиме місце аналогічна формула для довжини хвилі (чи частоти) випромінювання
{\displaystyle {\frac {c}{\lambda _{kn}}}=\nu _{kn}=R\left({\frac {1}{n^{2}}}-{\frac {1}{k^{2}}}\right),}
в якій {\displaystyle R=3{,}27\cdot 10^{15}c^{-1}} — стала Рідберґа.